# Todirești (Iași)
Todirești is een Roemeense gemeente in het district Iași.
Todirești telt 4888 inwoners.